# Cricova
Cricova é uma cidade da Moldávia, localizada 15 quilômetros (9,3 milhas) ao norte de Chişinău, a capital do país. Cricova é famosa por suas adegas, que o tornam uma atração popular para turistas. A maior atração turística da Moldávia são, justamente, as minas de Cricova, cujo complexo subterrâneo de túneis alberga a maior adega do mundo, com mais de 120 km de armazéns de vinho.
A população da cidade é 9,878 (em 2004), dos quais 7.651 são étnicos moldávios, 788 ucranianos, 1.123 russos, 82 Gagauzians, 74 búlgaros, 6 judeus, 2 poloneses  29 ciganos, e 123 outros / não-declarado.
Cricova fica perto do rio Ichel, que vai para o rio Nistru, que fornece Chişinău com água. A água do Ichel não é usada em Cricova. Na parte norte do rio situa-se um lago, que era geralmente usado para a pesca ou entretenimento. Perto da cidade estão algumas minas, usadas para a extração do calcário, sendo que algumas delas tem mais de 50 anos.
A cidade de Cricova foi registrada pela primeira vez em 31 julho de 1431, com o nome "Vadul-Pietrei" (montes "Stone"). Mais tarde o nome "Cricău" aparece no calendário geográfici Zamfir Arbore e, com o tempo, se transforma em Cricova.